# Phạm Tuấn Hải
Phạm Tuấn Hải (ur. 19 maja 1998 w Phủ Lý) – wietnamski piłkarz grający na pozycji napastnika w klubie Hanoi FC oraz reprezentacji Wietnamu.

## Kariera
Dorosłą karierę zaczynał w Hong Linh Ha Tinh FC. W 2019 wygrał z klubem 2. ligę wietnamską. W grudniu 2021 przeniósł się do Hanoi FC. W 2022 zdobył z drużyną V.League 1.
W reprezentacji Wietnamu zadebiutował 12 października 2021 w meczu z Omanem. Pierwszą bramę zdobył 1 czerwca 2022 przeciwko Afganistanowi. Znalazł się w kadrze na Puchar Azji 2023, gdzie strzelił gola z Japonią.